# Taxenne
Taxenne ist eine  französische Gemeinde im Département Jura in der Region Bourgogne-Franche-Comté. Sie gehört zum Arrondissement Dole und zum Kanton Authume. Die angrenzenden Gemeinden sind Vitreux im Norden, Rouffange im Osten, Romain im Südosten, Gendrey im Süden und im Westen und Ougney im Nordwesten.

## Bevölkerungsentwicklung
| Jahr                       | 1962 | 1968 | 1975 | 1982 | 1990 | 1999 | 2008 | 2017 |
| -------------------------- | ---- | ---- | ---- | ---- | ---- | ---- | ---- | ---- |
| Einwohner                  | 83   | 67   | 45   | 70   | 97   | 97   | 95   | 109  |
| Quellen: Cassini und INSEE |      |      |      |      |      |      |      |      |

## Sehenswürdigkeiten
- Schloss Taxenne aus dem späten 17. Jahrhundert

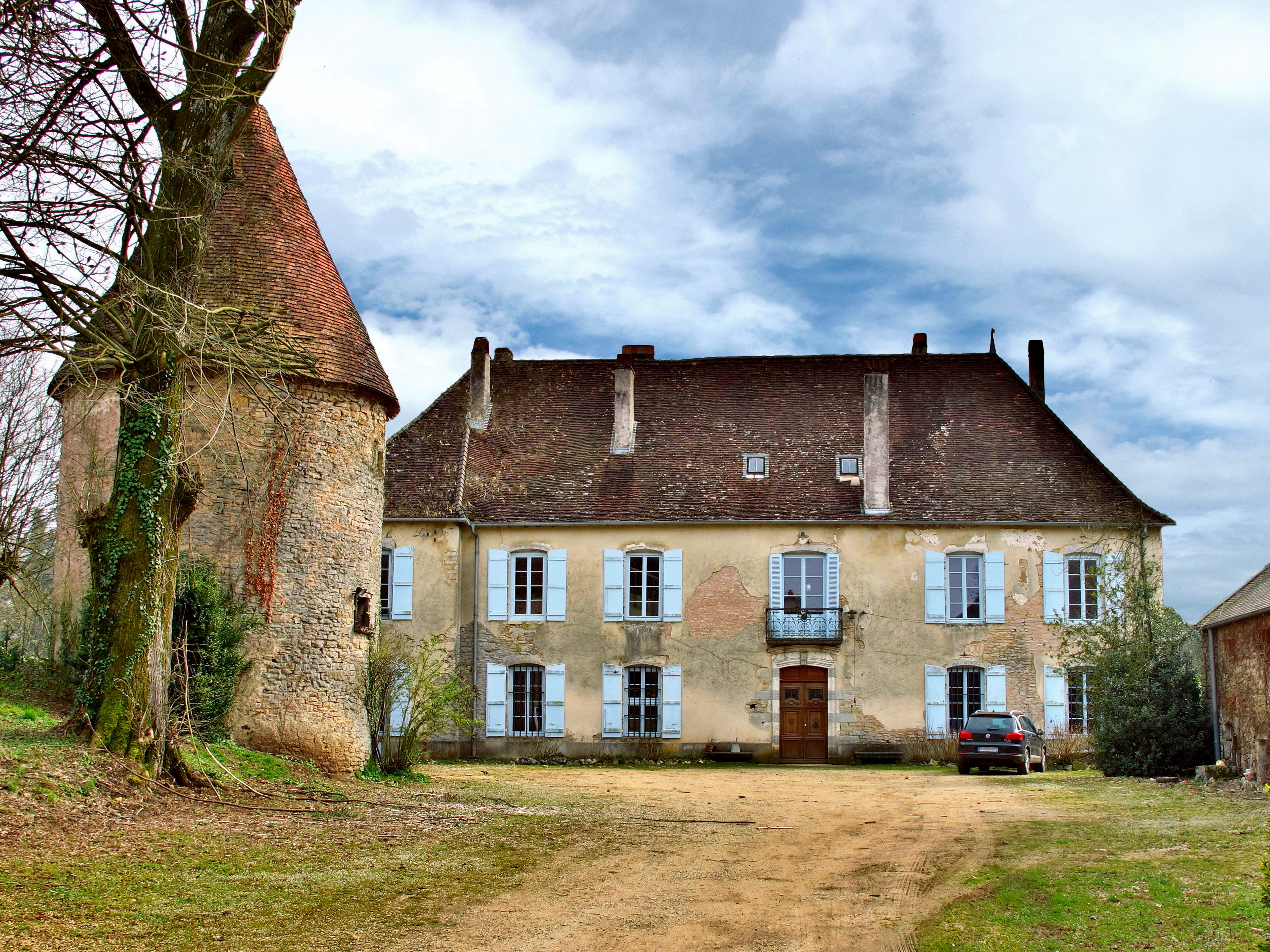
Schloss Taxenne
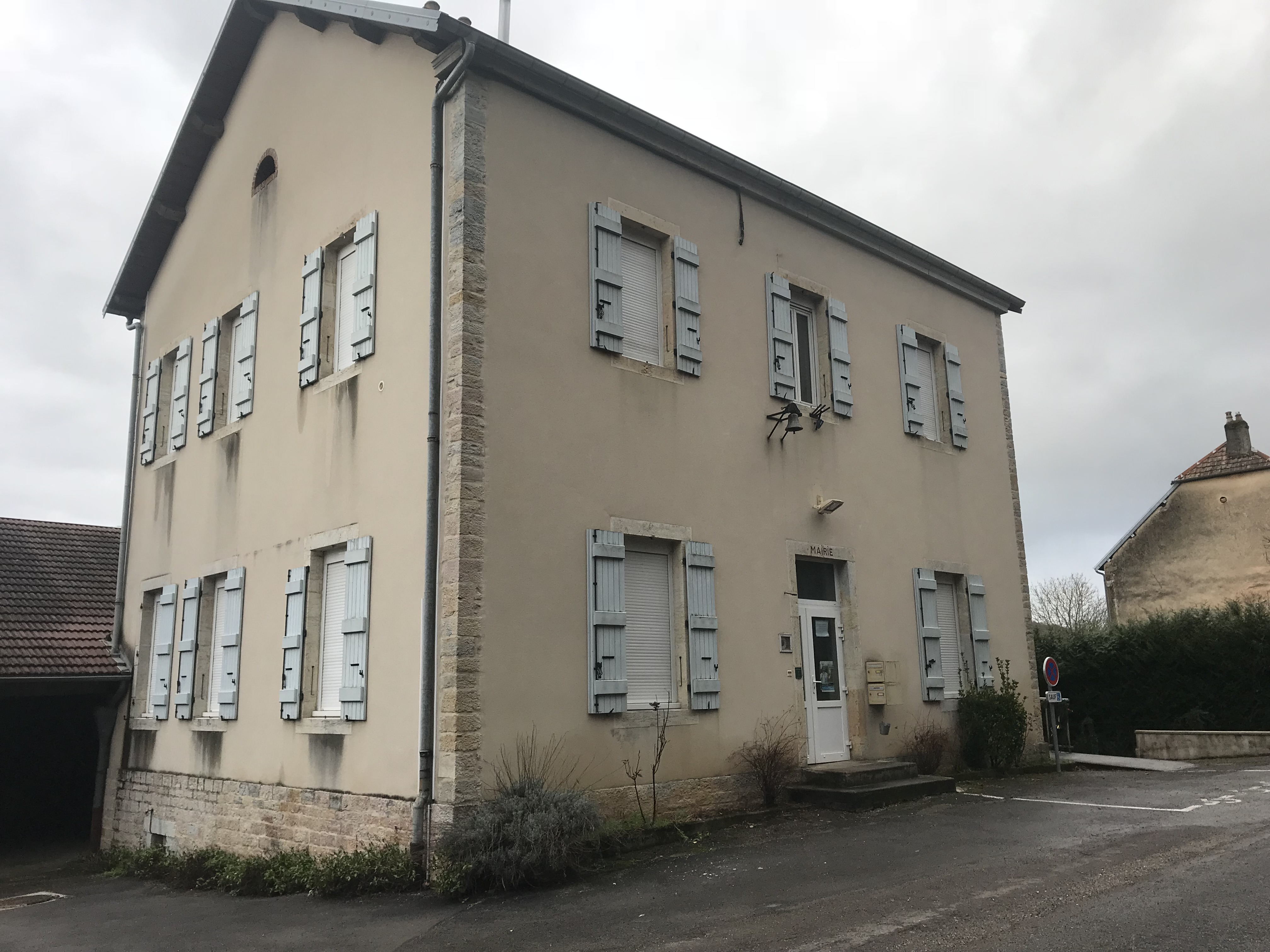
Mairie Raxenne
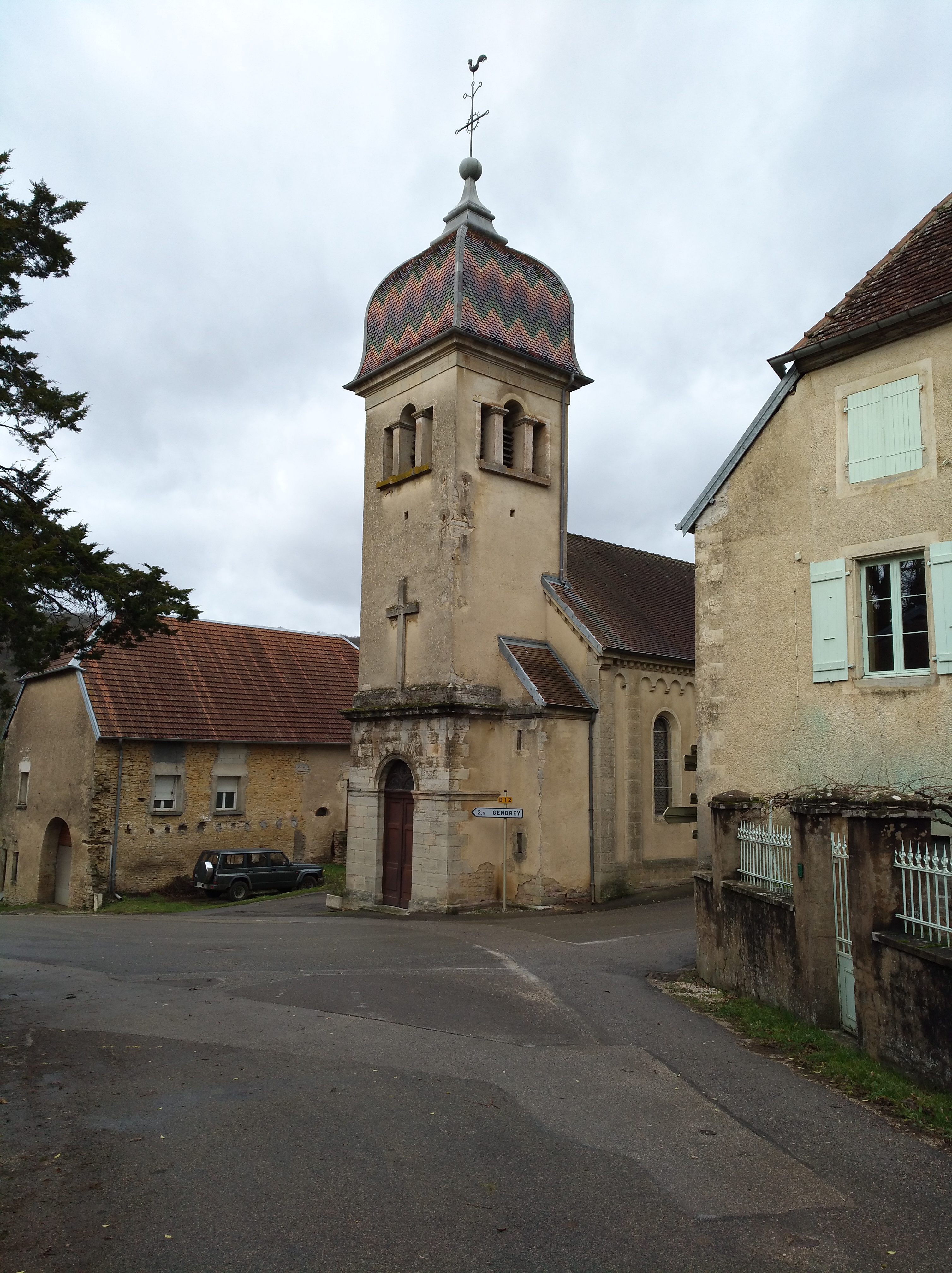
Turm der Kirche Saint-Léger